# Дуглас, Кент
Кент Дуглас (6 февраля 1936 — 12 апреля 2009) — канадский хоккеист, обладатель Кубка Стэнли (1963).

## Биография
Родился 6 февраля 1936 года (Cobalt, Онтарио, Канада). Полное имя — Kent Gemmell Douglas.
Защитник клуба Торонто Мэйпл Лифс, в составе которого стал лучшим новичком сезона 1962—1963 годов и обладателем Кубка Стэнли 1963 года.
Перед его первым сезоном в НХЛ (1962/63), Дуглас провёл пять лет (с перерывом), играя в 1955/56 — 1961/62 годах в клубе Springfield Indians из низшей лиги AHL. После Торонто Мэйпл Лифс играл за клуб Детройт Рэд Уингз в 1967/68 — 1968/69 годах. Затем 5 сезонов играл за клуб Baltimore Clippers из лиги AHL, где также 2 года был тренером.
Умер от рака 12 апреля 2009 года (Cobalt, Онтарио, Канада).

## Статистика
За свою карьеру в НХЛ сыграл 428 игр, забил 33 голов и сделал 115 результативных передач (в сумме 148 очков).

## Награды
- Колдер Мемориал Трофи — 1963
- Обладатель Кубка Стэнли — 1963
- Участник Матча всех звёзд НХЛ: 1962, 1963, 1964 (NHL All-Star Game)
- AHL First All-Star Team (1962)
- AHL Second All-Star Team (1971)